# WASP-72
WASP-72は、ろ座の恒星で11等星。太陽系外惑星が発見されている。

## 概要
F7のスペクトルを持つ黄白色の主系列星で、ガイア計画で観測された年周視差によると地球から約1,440光年の位置にある。
2013年、太陽系外惑星探索コンソーシアム「WASP（Wide Angle Search for Planets）」のチームが2011年から2012年にかけて行ったトランジット法によ、る探査で太陽系外惑星WASP-72bが発見された。この惑星は、主星からわずか0.04天文単位 (au) の軌道を約2.2日の周期で公転しており、主星から受ける強力な放射で表面温度は2,210 K という高温となっている典型的なホット・ジュピターである。
| 名称 （恒星に近い順） | 質量                  | 軌道長半径 （天文単位） | 公転周期 (日)         | 軌道離心率 | 軌道傾斜角      | 半径           |
| --------------------- | --------------------- | ----------------------- | --------------------- | ---------- | --------------- | -------------- |
| b (Cuptor)            | 1.461+0.059 −0.056 MJ | 0.03708 ± 0.00050       | 2.2167421 ± 0.0000081 | —          | 81.6 +3.2 −2.6° | 1.27 ± 0.20 RJ |

## 名称
2019年、世界中の全ての国または地域に1つの系外惑星系を命名する機会を提供する「IAU100 Name ExoWorldsプロジェクト」において、WASP-72 と WASP-72b はモーリシャス共和国に割り当てられる系外惑星系となった。このプロジェクトは、「国際天文学連合100周年事業」の一環として計画されたイベントの1つで、モーリシャス国内での選考、国際天文学連合 (IAU) への提案を経て、太陽系外惑星とその母星に固有名が承認されるものであった。2019年12月17日、IAUから最終結果が公表され、WASP-72はDiya、WASP-72bはCuptorと命名された。Diyaは、モーリシャスへ移民したインド人の祖先が持ち込んだ、油脂のランプで、ディーワーリーなど特別な機会に灯される。Cuptorは窯のことだが、モーリシャスでは姿を消して久しく、より洗練されたオーブンにとって代わられている。